# Saiha (distrikt)
Saiha är ett distrikt i Indien.   Det ligger i delstaten Mizoram, i den östra delen av landet, 1 700 km öster om huvudstaden New Delhi.